# Auburn City Hall
Die Auburn City Hall ist das Rathaus der Stadt Auburn (Alabama).
Es wurde 1933 als eine Filiale des United States Postal Service errichtet. 1992 erwarb die Stadt Auburn das Gebäude und baute es 2001 zum Rathaus um. Es wurde 1983 in das National Register of Historic Places eingetragen.